# Petrovaradínská pevnost

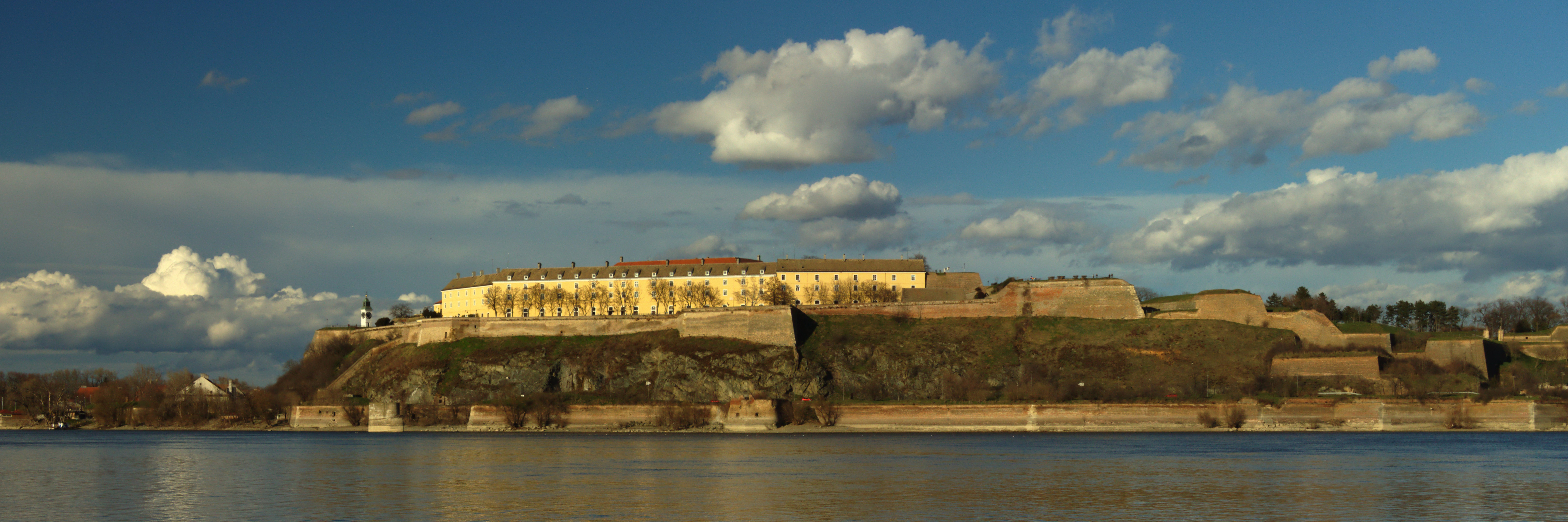
Pohled na pevnost od dunajského břehu.

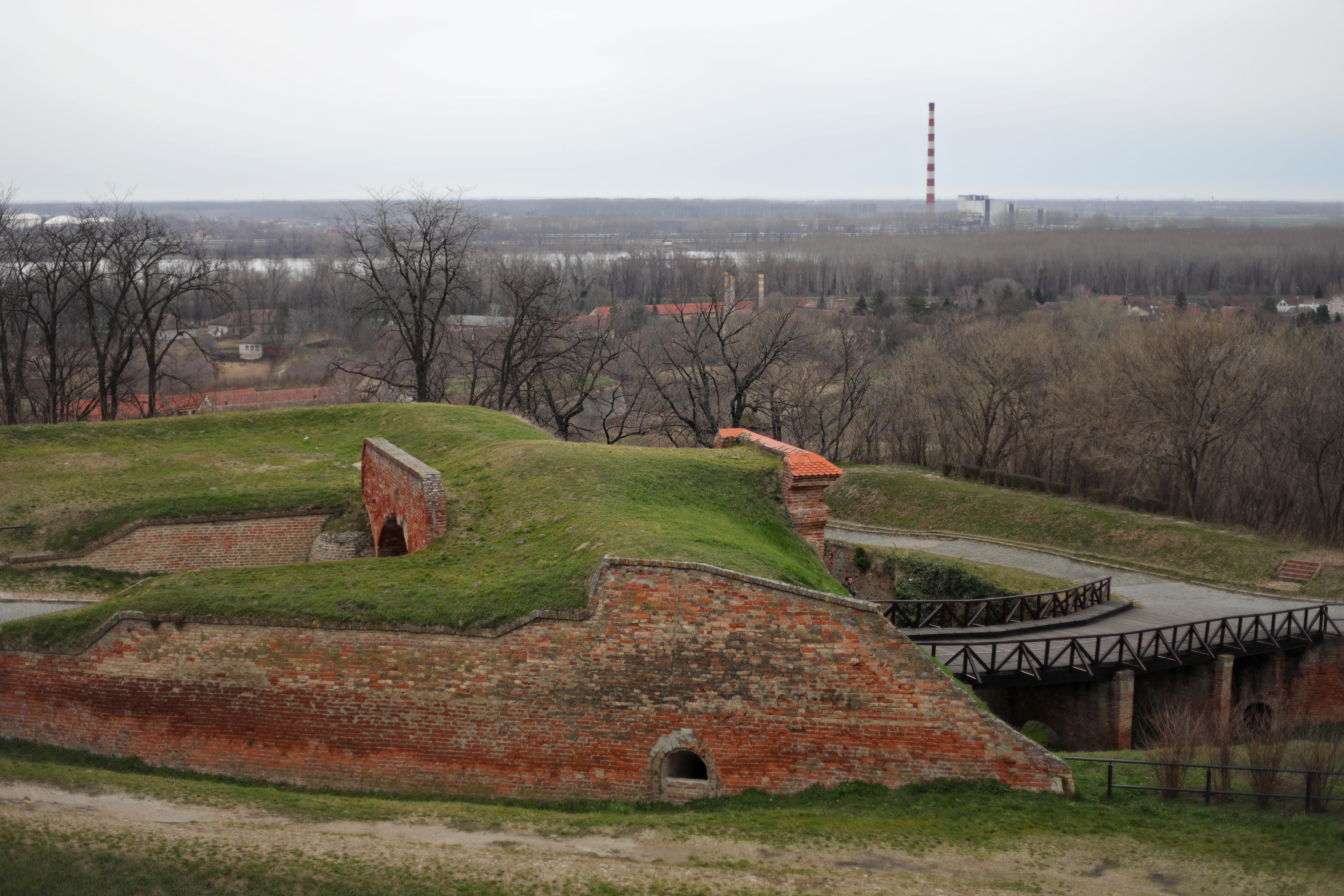
Jižní část Horní pevnosti.

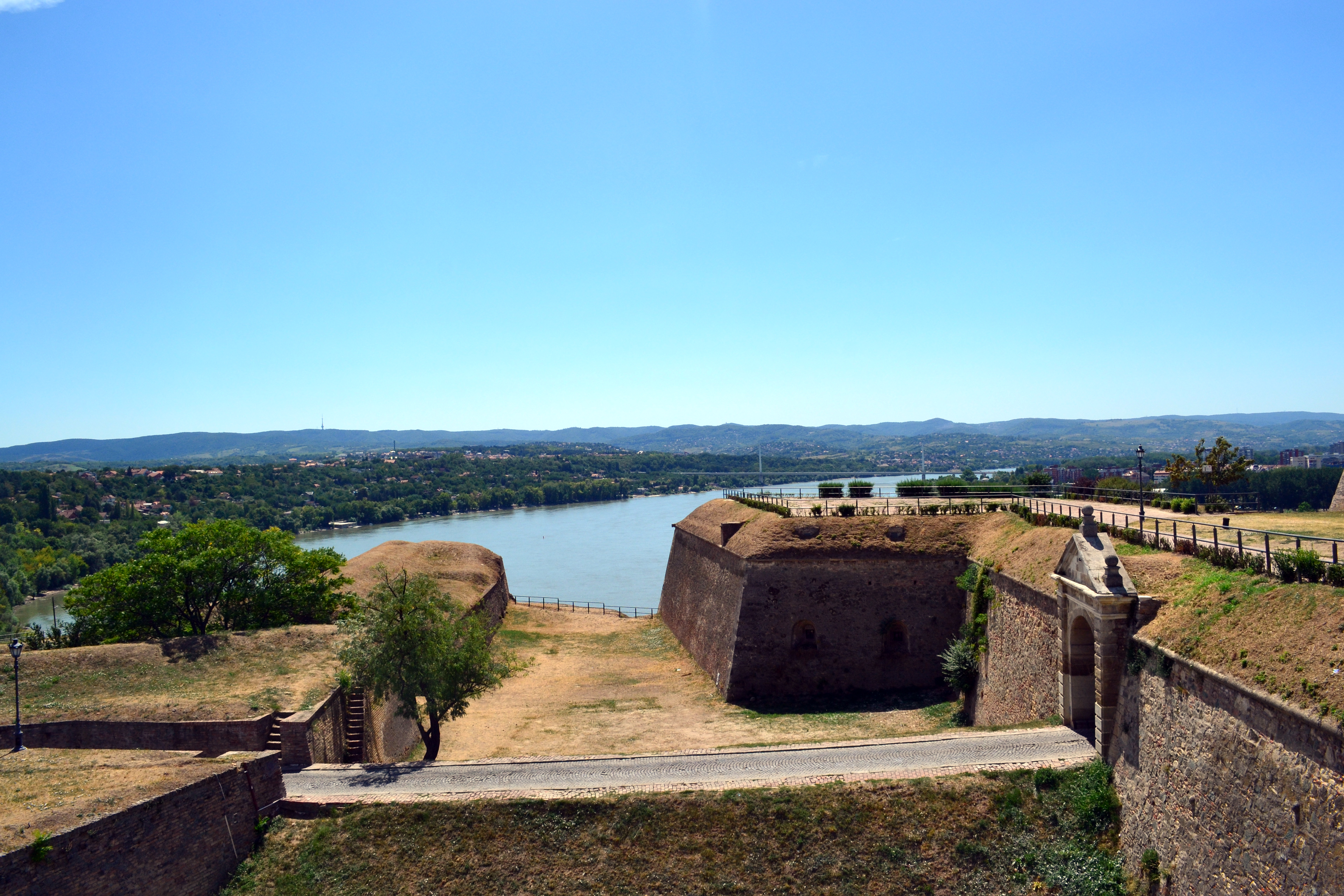
Jednotlivé bašty a řeka Dunaj v pozadí.

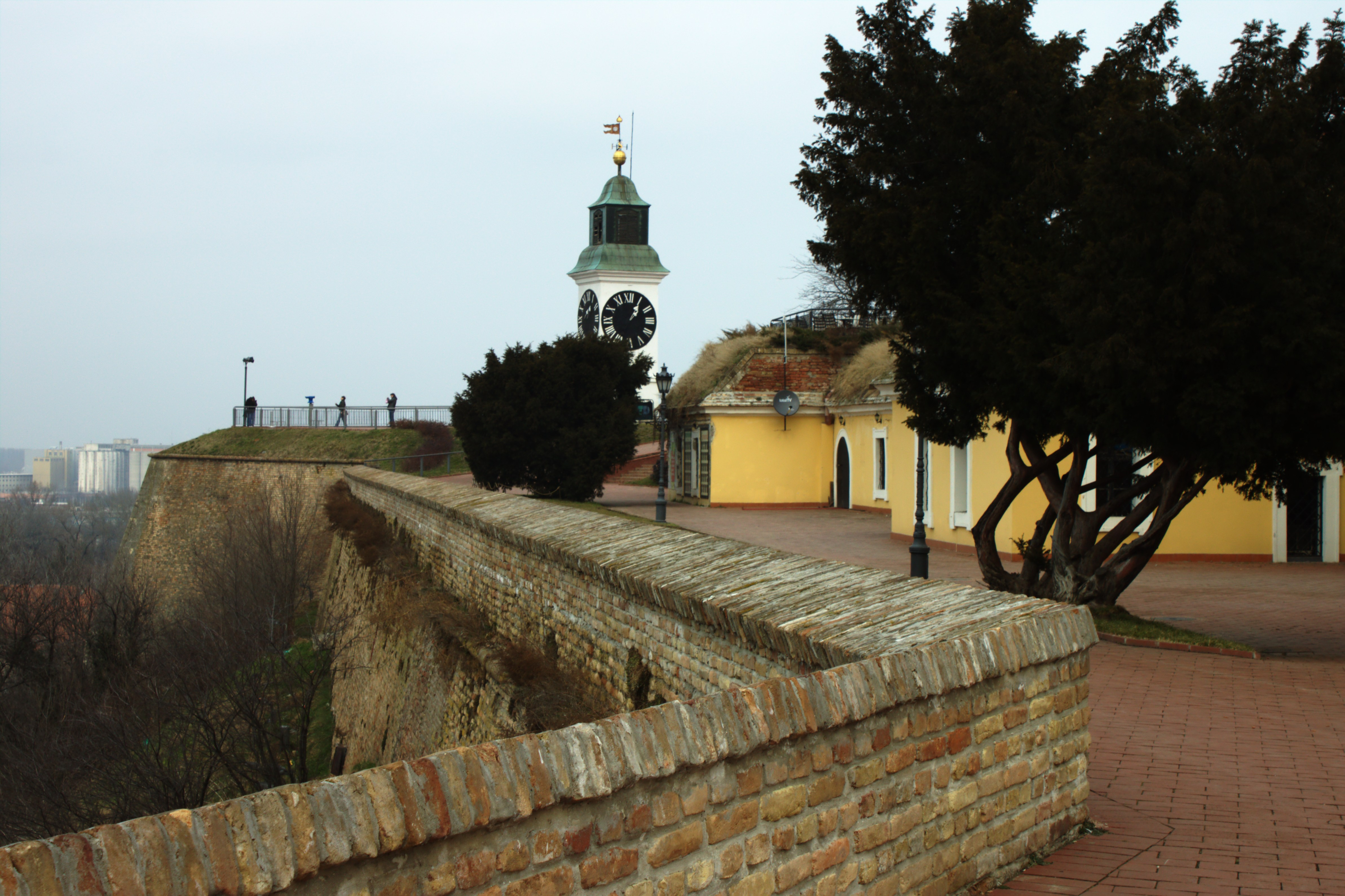
Ikonické hodiny a ochoz na západním okraji pevnosti s výhledem na město.

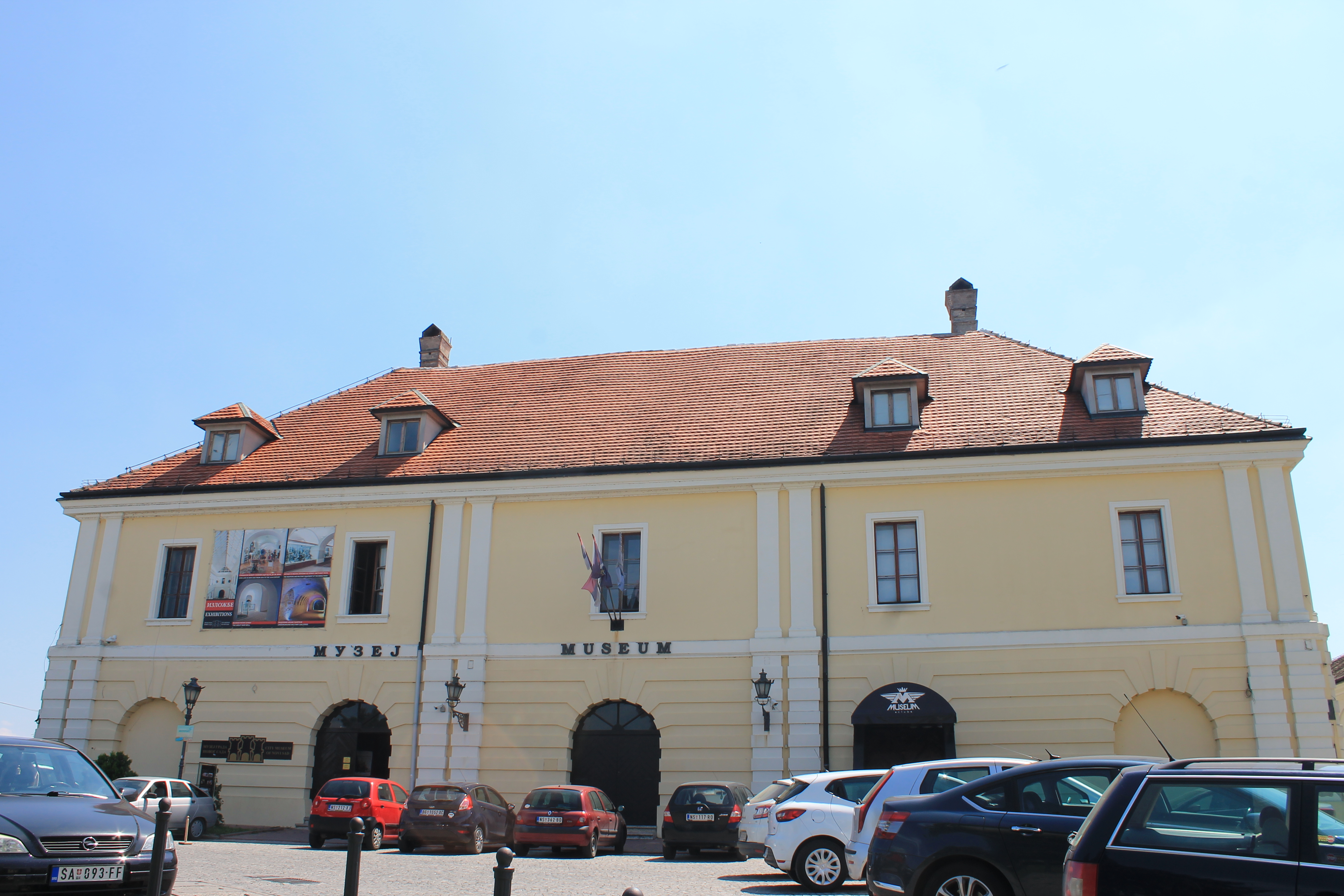
Budova Arsenalu, dnes městské muzeum.

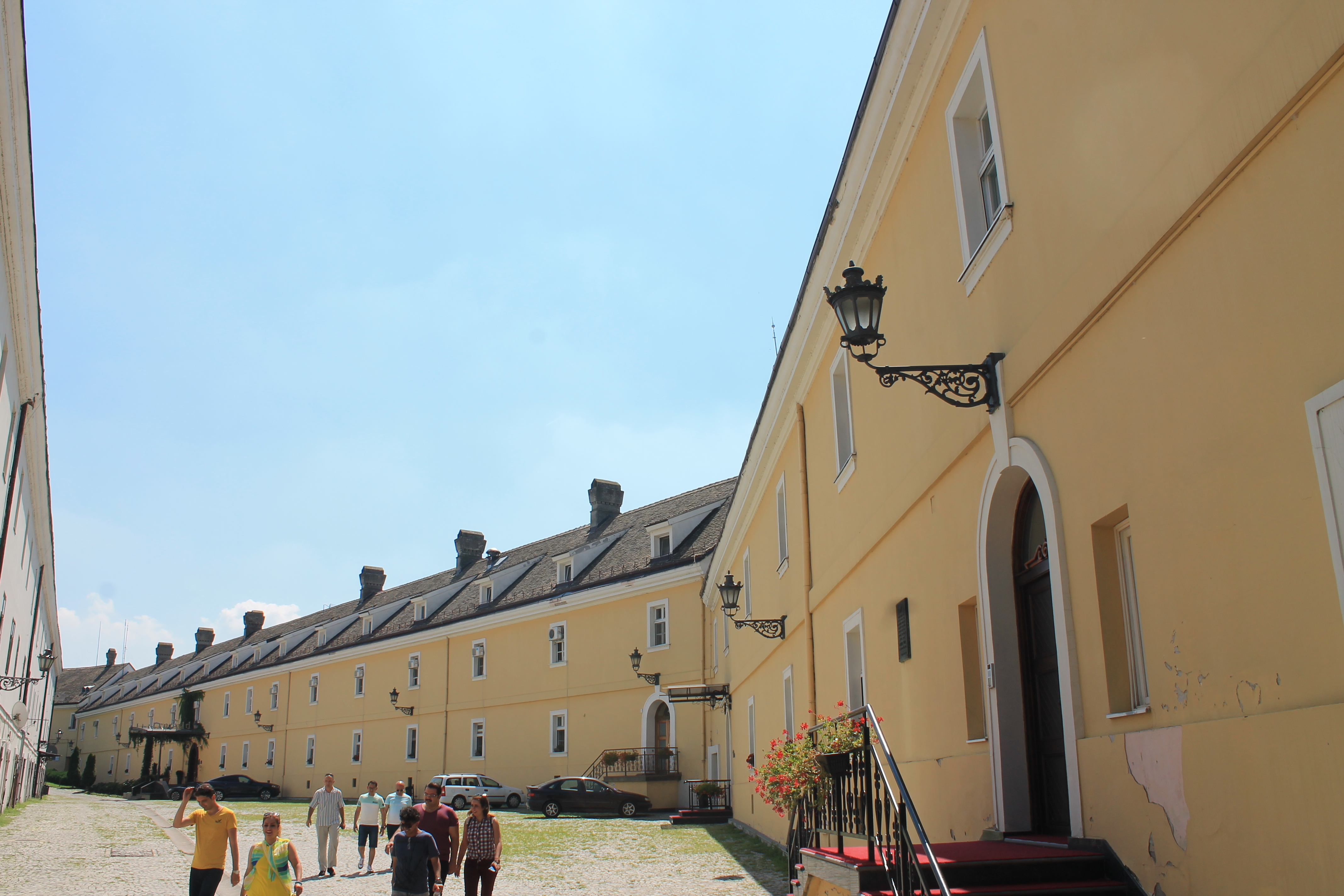
Dlouhá kasárna.

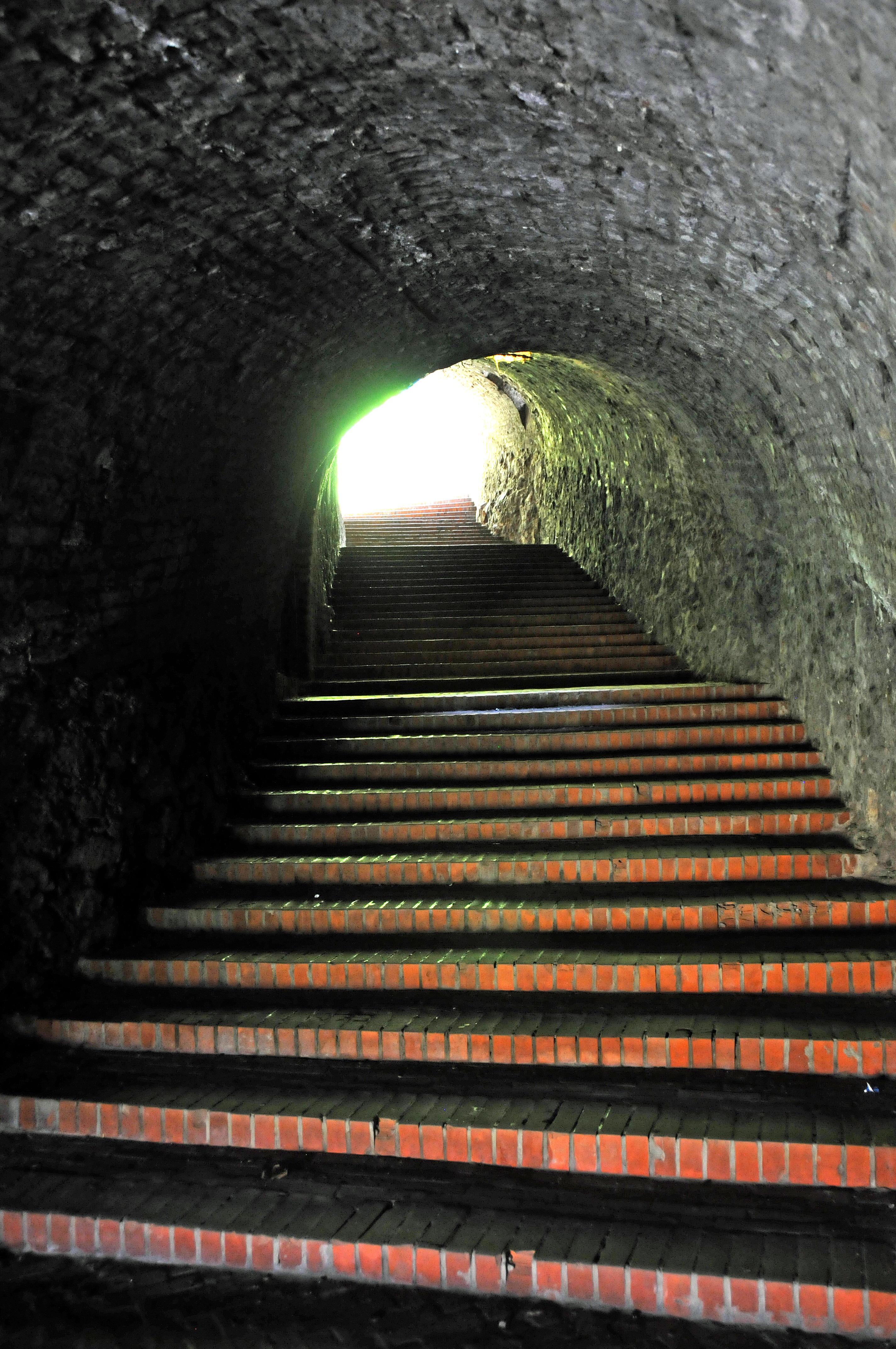
Vstup do pevnosti z petrovaradínského podhradí, bývalé Dolní pevnosti.

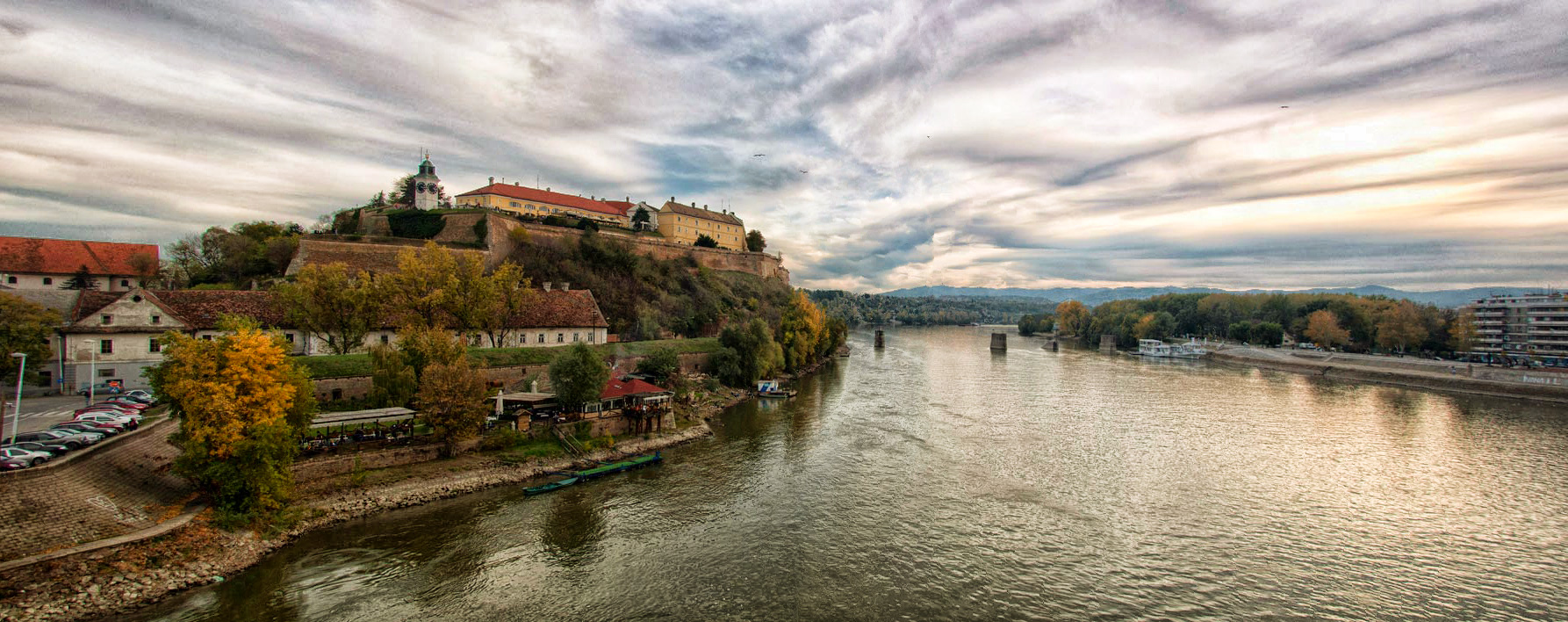
Pohled z Varadínského mostu.

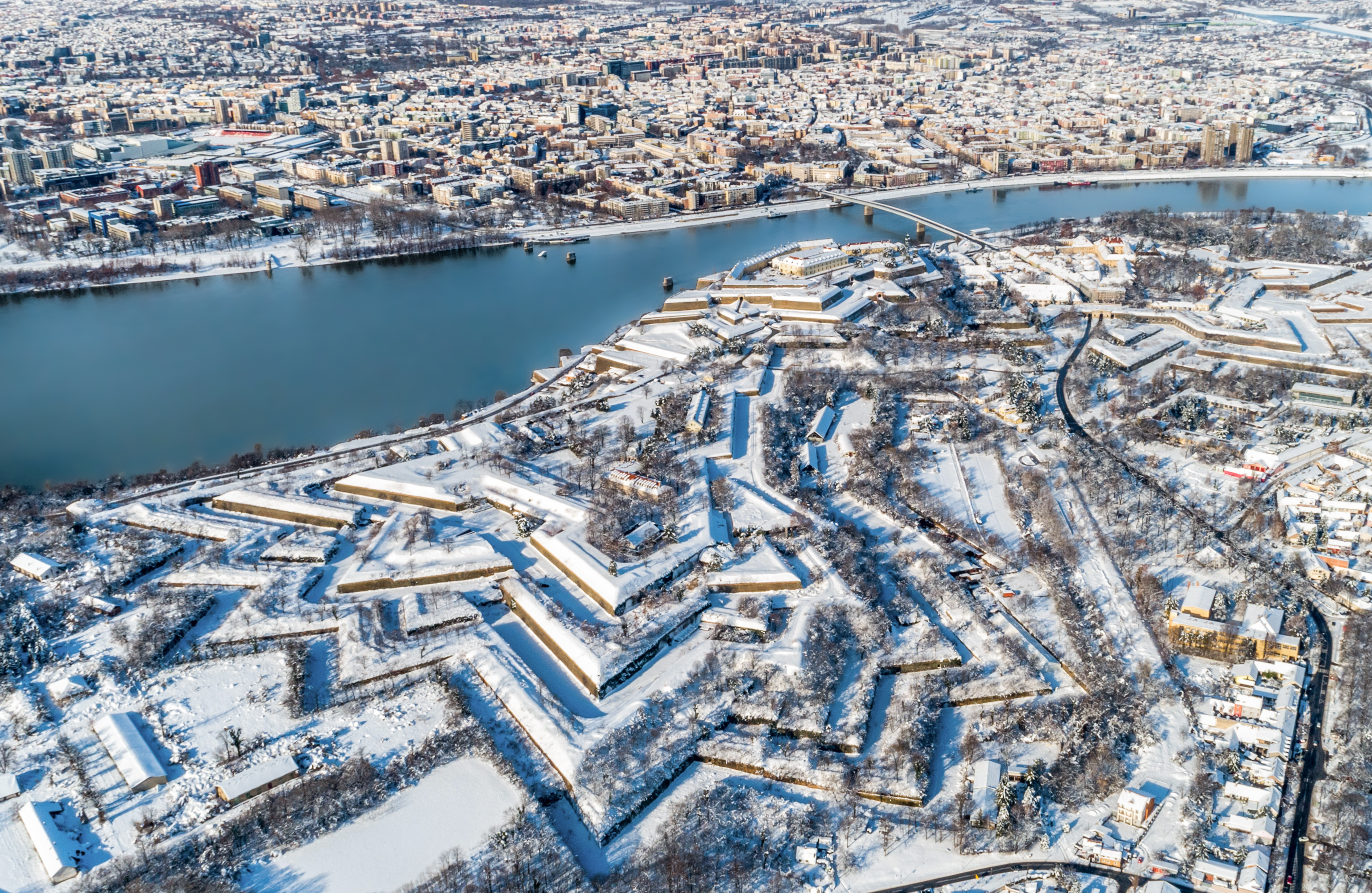
Pohled na zasněženou pevnost.

Petrovaradínská pevnost (srbsky Петроварадинска тврђава, maďarsky Péterváradi vár) se nachází v Petrovaradínu u Nového Sadu v Srbsku. Je jednou z nejznámějších pevností v zemi. Byla vybudována na skalním ostrohu nad řekou Dunaj, na jeho pravém břehu jak pevnost na obranu Habsburské monarchie od Osmanské říše. Pevnost byla budována v letech 1692-1780 (celkem 88 let), a pro potřeby armády sloužila až do druhé světové války. Často bývá přezdívána Gibraltar na Dunaji.

## Popis objektu
Pevnost se nachází nad nepřístupnou částí pravého břehu Dunaje. Má podlouhlý tvar ve směru severozápad-jihovýchod (v nejdelším směru) má cca 1 km na délku. Pevnost tvoří několik částí: Horní pevnost (srbsky Gornja tvrđava), která stojí na nejvýše položeném místě a dominuje novosadskému panoramatu. Ji doplňuje z jihovýchodní strany Hornverk. Součástí pevnosti bylo původně i petrovaradínské podhradí. Všechny části byly nebo jsou odděleny fortifikačními prvky jak od sebe samých, tak i od okolní krajiny. 
V horní pevnosti se nachází několik staveb. Jsou to např. Dlouhá kasárna (srbsky Duga kasarna), hlavní stavba orientovaná směrem k dunajskému břehu. Dominantním objektem je nicméně současná budova Muzea Nového Sadu, budova arsenálu s nádvořím. Někdy je označována jako Mamulova kasárna. Severozápadně od něj stojí Důstojnický pavilon a západně od něj potom Prostá kasárna. 
V Hornverku je potom kromě bran a bašt i několik dalších objektů, které dnes mají odlišné využití. Jedná se např. o jednopatrové kasárny Hornverk, kde dnes sídlí umělecká akademie, dále budova uměleckých ateliérů a vodárenská budova. 

### Bašty a brány
Pevnost má značný počet bašt. V tzv. horní pevnosti to jsou (proti směru hodinových ručiček): 
- Dolní Ludvíkova bašta (srbsky Donji Ludvigov bastion), která je nejznámější a nejnavštěvovanější, neboť se zde nachází proslulé věžní hodiny.
- Bašta svaté Terezy (srbsky Bastion svete Tereze) obrácená směrem k Dunaji.
- Bašta svatého Leopolda (srbsky Bastion svetog Leopolda) v nejjižnější části Horní pevnosti
- Bašta svatého Innocence (srbsky Bastion svetog Inoćentija), relativně velká bašta orientovaná směrem k Petrovaradínu.
- Bašta svatého Josefa (srbsky Bastion svetog Jozefa) orientovaná severovýchodním směrem.

V Hornverku se nachází následující bašty:
- Bašta svatého Karla (srbsky Bastion svetog Karla) v jižní straně
- Bašta svaté Alžběty (srbsky Bastion svete Elizabete) směrem na jihovýchod
- Ravelín Evžena Savojského v hlavní ose této části pevnosti jihovýchodním směrem.

Přístupových cest do pevnosti vedlo, resp. vede hned několik. Nejoblíbenější je severní, která je vhodná pouze pro pěší. Z východní strany dále vede tzv. Rampinova cesta (srbsky Rampin put) a ze strany jihovýchodní lze do pevnosti vniknout cestou, která je společná i pro Hornverk, přes tzv. Molinariho bránu (srbsky Molinarijeva kapija).

## Historie

### Nejstarší období
Pevnost vznikla v místě strategického opěrného bodu na téměř vzdušné čáře mezi Budínem a Bělehradem. Jako vyvýšené místo v relativně rovné krajině bylo osídlené již od dávnověku. Archeologické průzkumy odhalily osídlení z doby 19 000 až 15 000 let před naším letopočtem. V roce 2005 byly odhaleny pozůstatky ze starší doby bronzové, již tehdy zde tedy stálo opevněné sídliště. Keltské osídlení zde dobyli později Římané.
Svoji pevnost zde měli i Římané, neboť řekou Dunajem procházela východní hranice impéria Dunajský limes. Stála zde pevnost Cusum. Tu zničili Hunové při svém pronikání na území Římské říše. Nacházela se zde i byzantinská pevnost Petrikon.
Po nějakou dobu zde existoval klášter Belakut, který provozoval cisterciácký řád. Ten byl postaven na základech starší antické pevnosti. Klášter byl nicméně během tatarského vpádu do Uher vypálen. Poté byl obnoven jako opevněný klášter. Název kláštera, resp. pevnosti zněl Bélakut, jako symbol poděkování tehdejšímu uherskému královi Bélovi IV.
Pevnost s klášterem sestávala ze dvou částí; vnitřní a vnější. Hlavní brána vnější zdi, která měla padací most byla postavena během 15. století. Před vnější zdí pevnosti se nacházel hluboký příkop. Vnější zeď měla věže s podpůrnými sloupy pouze z východní strany. Vnitřní pevnost měla pravoúhlý základ. Uprostřed ní se nacházel kostel (dnes na uvedeném místě stojí budova muzea), jehož kněžiště bylo orientováno směrem na východ. Na obou stranách okolo kostela byly umístěny zásobníky vody. V severozápadní části vnitřní pevnosti se nacházel velitelský palác. 

### Turecké výboje
S blížící se tureckou hrozbou zde nicméně bylo postaveno opět opevnění. Na počátku roku 1525 zde bylo umístěno 1000 jezdců a 500 pěších vojáků, ještě do konce roku se počet lidí přítomných v pevnosti zvýšil na čtyři tisíce. Pavle Timori, správce pevnosti, nicméně od uherského krále žádal ještě více, aby bylo možné se ubránit proti Turkům. Dne 13. července 1526 přitáhli Turci před zdi pevnosti s vojskem čítajícím 40 tisíc lidí. Po dvou týdnech při sultánově tažení směrem na Ilok se mu podařilo pevnost dobýt. 
V 16. století, poté co Turci obsadili celý Balkán, zde vznikla turecká pevnost. Turecký cestovatel Evlija Čelebi zdokumentoval tureckou podobu Petrovaradína. Poznamenal, že leží na dunajském břehu, že má sedm velkých věží a umně postavené bastiony. V pevnosti se nacházelo 200 domů bez plotů a zahrad, Sulejman-hanova mešita, sklad munice a obilí. Na jihovýchodní straně se měly nacházet svahy s vinohrady. Vše změnila až ofenziva křesťanských států v tzv. velké turecké válce od roku 1683. Již v roce 1687 Rakušané získali pevnost zpět, ale dne 9. září 1694 dorazil do pevnosti z Bělehradu turecký velkovezír Ali Paša Sürmeli. Následovalo třiadvacetidenní obléhání, nicméně špatné povětrnostní podmínky v říjnu donutily turecké jednotky ustoupit na jih směrem k Bělehradu, aniž by čehokoli dosáhly.
Pro přístup k pevnosti ze strany současného Nového Sadu vznikal čas od času přes Dunaj pontonový most.

### Rakouská pevnost
Po Karlovickém míru a posunu hranice Habsburské monarchie s Tureckem dále na jih k řece Sávě bylo rozhodnuto ji přebudovat v moderní fortifikaci. Plán nové pevnosti vyhotovil nejprve Mathias Keyserfeld a potom Luigi Ferdinando Marsigli, realizace prací byla uskutečněna po částech; základní kámen byl položen roku 1692 Charlesem Eugène de Croyem a stavba byla dokončena v druhé polovině 18. století. Na stavbě se podílelo několik desítek tisíc lidí, včetně vězňů. Četné byly nemoci a tvrdilo se, že se zde nachází jeden z největších hřbitovů v Evropě. Důvodem pro velkou přestávkou ve výstavbě bylo nové turecké tažení v první polovině uvedeného století, které zachvátilo rozestavěnou pevnost. Tehdy zde bylo umístěno již okolo sedmi tisíc vojáků.
Práce na přestavbě pevnosti probíhaly okamžitě po bitvě, nicméně postupně se zpomalovaly. Posun hranice obou impérií definitivně na úroveň řeky Dunaje a Sávy zhruba 80 km jižně od pevnosti znamenal ztrátu jejího významu. Turecké nebezpečí sice hrozilo, nicméně Petrovaradínská pevnost nyní ležela až příliš daleko od hranice. Proto také byly stavební práce zastaveny v roce 1728. Probíhaly jen nejnutnější činnosti a nebylo dokončeno v podstatě nic z toho, co mělo být. Východní část lokality Hornverk zůstala i nadále zcela otevřená pro jakýkoliv útok. Zdi dolní pevnosti se postupně rozpadaly. I přes apel, aby byla stavba obnovena, však nebylo v té době učiněno v podstatě nic.
Plány modernizace byly několikrát přepracovávány; poslední podoba byla z roku 1751. V rámci ní byl vyrovnán terén (čímž byly odstraněny a zničeny základy středověkých objektů). Součástí pevnosti měla být i síť podzemních chodeb. Má čtyři úrovně a celkem chodby čítají 16 kilometrů. Mělo tak být umožněno vojákům nepozorovaně klást minová pole v případě války okolo pevnosti. Staveniště navštívil i tehdejší rakouský císař Josef II. Pevnost byla dokončena roku 1776, některé práce probíhaly ještě až do roku 1790. Po dokončení se stala nejmodernější a nejlépe vybaveným opevněním tehdejší Habsburské monarchie. Byla druhá největší v Evropě a největší v regionu.
V rámci jejího vzniku bylo vybudováno i opevněné předmostí na druhé straně Dunaje, z něhož se později postupně rozvíjelo město Novi Sad. Na počátku 19. století byla vzornou pevností Habsburské monarchie. Bylo zde umístěno 4000 vojáků a 400 děl. Ve skladišti bylo 2000 metrických centů střelného prachu.
Během prvního srbského povstání se novosadským Srbům podařilo podplatit několik rakouských důstojníků a propašovat z pevnosti dvě děla a odvést je na jih na území tehdejší Osmanské říše, kde povstání probíhalo.
Svoji roli nicméně pevnost sehrála především během revolučních let 1848 a 1849, kdy se vzbouřenci opevnili v pevnosti a rakouské vojsko se je pokoušelo donutit ke kapitulaci. Namísto toho ale bylo provedeno bombardování Nového Sadu přes řeku, zničeny byly tehdy dvě třetiny města. V druhé polovině 19. století se zde nacházela vojenská kasárna a skladiště.
Mezi lety 1849 a 1851 byl velitelem Petrovaradínské pevnosti Wilhelm Lenk z Wolfsberku, který zde započal svou vědeckou práci v oblasti zušlechťování a lisování střelné bavlny.
V závěru 19. století byl pod pevností vyražen železniční tunel.
Po Sarajevském atentátu v roce 1914 sloužila pevnost pro internaci pro rakouskou vládu problémových Srbů. Z pevnosti potom byli vysíláni do jednotlivých internačních táborů. Dne 14. října 1914 zde bylo několik desítek vězňů zastřeleno za údajnou velezradu. Rovněž byla zakázána činnost chorvatských spolků v pevnosti (Petrovaradín se nacházel v chorvatské části Zalitavska). 
Během války zde byli umístěni také zajatci z italské fronty, kteří pracovali především na výstavbě dunajského náspu jako bezplatná pracovní síla.
Pevnost sehrála logisticky významnou roli pro přesun rakosuko-uherských vojáků na srbskou frontu během první světové války. Přes Dunaj zde byl postaven pontonový most, který byl osvětlen a hlídán. Pevnost obsadily po prolomení Soluňské fronty srbské jednotky spolu s francouzským vojskem dne 9. listopadu 1918.

### Moderní doba
Po roce 1918 se pevnost stala součástí Království Srbů, Chorvatů a Slovinců. Jako jedna z mála pevností v regionu však (na rozdíl např. od osijecké Tvrđi, která byla radikálně zmenšena) ustála všem urbanistickým plánům, jednak proto, že je oddělena od Nového Sadu řekou, a jednak proto, že dotváří unikátní panorama města. Inženýr Dragoš Đelošević se domníval, že stavba byla příliš krásná na to, aby byla srovnána se zemí.
V roce 1937 architekt Branko Maksimović v regulačním plánu pro město Novi Sad předpokládal vznik nové reprezentativní budovy pro město v oblasti dolních šancí Petrovaradínské pevnosti. Měla zapadnout mezi prostor Dunaje a zároveň středu pevnosti. Tento projekt nebyl uskutečněn.
Nedlouho před vypuknutím druhé světové války byly v Petrovaradínské pevnosti vybudovány betonové bunkry, které měly sloužit pro ochranu případných střelců. Po vypuknutí války v Jugoslávii se stala pevnost pohraniční pevností fašistického Chorvatska. Byla sem umístěna letecká škola a dále škola pro jednotky SS. Z pevnosti byly iniciovány různé akce fašistů proti partyzánům, kteří se skrývali v nedalekém pohoří Fruška gora. Byly také vykrádány skladiště zbraní. Protipartyzánské akce končily neúspěchem. Pevnost byla osvobozena dne 23. října 1944 v jednu hodinu v noci.
V polovině dvacátého století se odsud vojsko kompletně stáhlo. Stavba byla prohlášena v roce 1948 za historickou památku (v roce 1991 kulturní památkou mimořádného významu). Její prostory byly využity pro potřeby různých kulturních institucí. Okolo pevnosti nicméně zůstalo několik kasáren a dalších vojenských objektů. V roce 1951 byla pevnost poprvé ve svých dějinách otevřená veřejnosti. O rok později založil novosadský magistrát Správu pro petrovaradínskou pevnost (srbsky Gradska uprava za Petrovaradinsku tvrđavu) v jejímž čele stanul architekt Andrija Sečujski. Otevřen byl také park o velikosti 6 hektarů na nevyužívané ploše. V roce 1988 byl vypracován podrobný urbanistický plán rozvoje pevnosti, v rámci něhož vznikla objemná dokumentace celé stavby a jejího stavu. Objekt se nacházel již tehdy ve velmi špatném stavu, což bylo způsobeno tím, že celý objekt byl rozdělen na více celků a neměl jednotného správce. Město Novi Sad v roce 1991 následně založilo městskou společnost, která měla tento problém napravit. 
Pevnost byla následně obnovena a umístěno sem bylo také městské muzeum (Muzeum Nového Sadu, které využívá podzemní prostory jako výstavní galerie. Dále jsou zde umístěny umělecké ateliéry. Těch zde bylo celkem 77, nicméně řada z nich byla vzhledem k turistické exponovanosti lokality přestavěna jako restaurace nebo kavárny.

## Zajímavosti
Ikonickým prvkem pevnosti je hodinová věž, která se nachází na hlavní terase u dunajského svahu. Hodiny mají dlouhou ručičku označující hodiny a krátkou ručičku označující minuty, a to proto, aby od Dunaje byl čas pro plavidla lépe srozumitelný.

## Současnost
V současné době je pevnost turistickou atrakcí města a kulturní památkou mimořádného významu. Je jedním z hlavních cílů návštěvníků města. V letních měsících slouží prostor v blízkosti pevnosti jako místo pořádání festivalu Exit. Kromě uměleckých ateliérů a muzea města zde sídlí také hotel a řada dalších turistických zařízení. Výhledově má v jejím areálu vzniknout i botanická zahrada.